# Trekongemødet 1914
Trekongemødet 1914 var et møde den 18. - 19. december 1914. Da samlede de tre nordiske konger Christian X. af Danmark, Haakon VII af Norge og Gustav V. af Sverige sammen med deres udenrigsministre på Länsresidensen i Malmø om overvejelser i forbindelse med 1. verdenskrigs udbrud. Et resultat blev, at man bekræftede enigheden om neutraliteten.
Mødet blev optaget på film, og findes som De tre nordiske Kongers Møde i Malmø.